# فيكتور أودو
فيكتور أودو (بالإنجليزية: Victor Aidoo)‏ هو لاعب كرة قدم غاني، ولد في 1999.